# یوژف بالا
یوژف بالا (مجاری: József Balla؛ ۲۷ ژوئیه ۱۹۵۵ – ۱۸ مارس ۲۰۰۳) کشتی‌گیر اهل مجارستان بود.
وی در مسابقات کشوری و بین‌المللی در مجموع برندهٔ ۱ مدال طلا، ۶ مدال نقره، ۱ مدال برنز شده‌است.